# Démasqué
Pour plus de détails, voir Fiche technique et Distribution.
Démasqué ou Le Solitaires des Rocheuses (The Lone Hand) est un film américain réalisé par George Sherman, sorti en 1953.

## Fiche technique
- Titre original : The Lone Hand
- Titre français : Démasqué ou Le Solitaire des Rocheuses
- Réalisation : George Sherman
- Scénario : Joseph Hoffman
- Photographie : Maury Gertsman
- Montage : Paul Weatherwax
- Société de production : Universal Pictures
- Pays de production : États-Unis
- Format : Couleurs - 1,37:1
- Genre : western
- Durée : 80 minutes
- Date de sortie : 1953

## Distribution
- Joel McCrea : Zachary Hallock
- Barbara Hale : Sarah Jane Skaggs
- Alex Nicol : Jonah Varden
- Charles Drake : George Hadley
- Jimmy Hunt :Joshua Hallock / Narrateur
- James Arness : Gus Varden
- Roy Roberts : Mr Skaggs
- Frank Ferguson : Mr Dunn
- Wesley Morgan : Daniel Skaggs